# João Daudt de Oliveira
João Daudt de Oliveira (Santa Maria, 3 de abril de 1886 — 2 de outubro de 1965) foi um escritor, advogado, político e empresário brasileiro.

## Biografia
Filho de Filipe Alves de Oliveira e Adelaide Daudt, casou-se com Stella Gasparoni. Formado pela Faculdade de Direito de Porto Alegre, em 1910. Em 1930 integrou o grupo Tríade Indissolúvel, com seu irmão Felipe Daudt d'Oliveira e com João Neves da Fontoura, no trabalho para a vitória da Aliança Liberal.
Foi fundador do Partido Economista, em 1932.
Era presidente da Associação Comercial do Rio de Janeiro, em 1941, quando intercedeu com Batista Luzardo junto a Getúlio Vargas pela anistia de Lindolfo Collor, exilado em Portugal. Foi membro do Conselho Nacional do Petróleo, em 1943, e do conselho fiscal do Banco do Brasil. Em 1944 era diretor da Metalbrás, participando da primeira reunião da diretoria. No mesmo ano chefiou junto com Euvaldo Lodi a delegação brasileira à Conferência de Bretton Woods.
Em 1946, quando da fundação do SENAC, foi o primeiro presidente de seu Conselho Nacional, órgão dirigente máximo.
Foi presidente da Federação das Associações Comerciais do Brasil (1945), do Conselho Nacional de Política Industrial e Comercial (1945-1946), da Confederação Nacional do Comércio (1946-1947) e da Federação das Câmaras de Comércio Exterior (1950).

## Homenagens
Logradouros públicos homenageiam o ilustre brasileiro recebendo o seu nome, como a alameda no bairro Chácaras Rio-Petrópolis, em Duque de Caxias (Código de Endereçamento Postal 25230-600), e a estrada no bairro de Quebra Frascos, na cidade de Teresópolis (Código de Endereçamento Postal 25966-250), ambas no estado do Rio de Janeiro; e a rua João Daudt de Oliveira, no bairro Marechal Floriano, em Caxias do Sul (Código de Endereçamento Postal 95013-200), no estado do Rio Grande do Sul.